# 工黨獨立小組
工黨獨立小組（英語：Labour Independent Group）是一個已經解散的英國政治組織，由5名前工黨议会议员組成。
1948年4月，工黨的約翰·普拉茨－米爾斯為意大利社会党的彼得罗·南尼站台，違反工黨的政策，其後被逐出黨。1949年5月，6名工黨籍的下議員在投票中反對簽署北大西洋公约，6人中的萊斯特·哈欽森、萊斯利·索利和科尼·齊威卡斯因而被驅逐出黨，被逐出黨的議員都對共产主义表達同情。
1949年，曾經因在冬季战争中支持苏联而於1940年被逐出工黨的無黨籍議員丹尼斯·普里特加入普拉茨－米爾斯的陣營，並組成工黨獨立小組。普里特獲任命為小組主席。
小組的立場為支持约瑟夫·斯大林。齊威卡斯與斯大林會面後，前者對後者產生了負面的形象。1949年，齊威卡斯退出小組並轉而支持曾見面的约瑟普·铁托。
1950年英國大選中，4名小組成員以「獨立工黨」的身份出選，但全數落敗。同年，小組解散。

## 成員

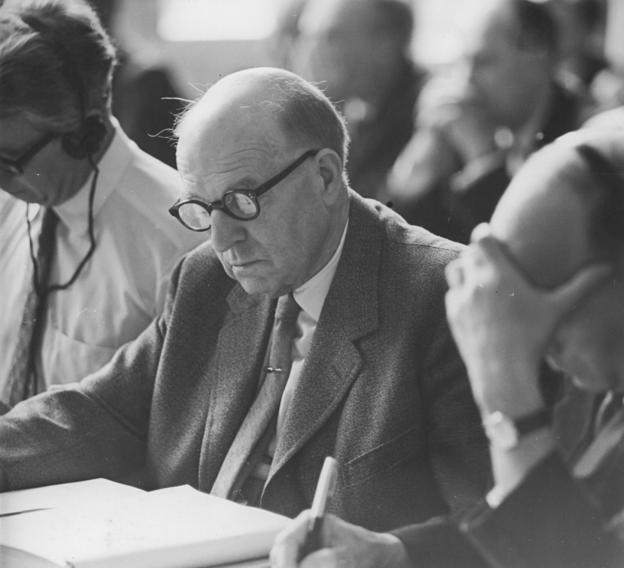
小組主席：丹尼斯·普里特

|                           | 生卒年份       | 代表選區     | 議員任期       |
| ------------------------- | -------------- | ------------ | -------------- |
| 丹尼斯·普里特（小組主席） | 1887年－1972年 | 哈默史密斯北 | 1935年－1950年 |
| 萊斯特·哈欽森             | 1904年－1983年 | 曼徹斯特屈岑 | 1945年－1950年 |
| 約翰·普拉茨－米爾斯       | 1996年－2001年 | 芬斯伯里     | 1945年－1950年 |
| 萊斯利·索利               | 1905年－1968年 | 瑟羅克       | 1945年－1950年 |
| 科尼·齊威卡斯             | 1894年－1967年 | 蓋茲黑德     | 1945年－1950年 |

## 1950年大選結果
|                     | 參選選區         | 得票  | 得票率 | 排名 |
| ------------------- | ---------------- | ----- | ------ | ---- |
| 丹尼斯·普里特       | 哈默史密斯北     | 6,457 | 25.2   | 3    |
| 萊斯特·哈欽森       | 沃爾瑟姆斯托西   | 704   | 2.0    | 4    |
| 約翰·普拉茨－米爾斯 | 肖迪奇及芬斯伯里 | 7,602 | 18.0   | 3    |
| 萊斯利·索利         | 瑟羅克           | 4,250 | 9.8    | 3    |